# Nerio Bernardi
Nerio Bernardi, född 23 juli 1899 i Bologna, Emilia-Romagna, död 12 januari 1971 i Rom, var en italiensk skådespelare.

## Roller i urval
- 1922 – Nero
- 1952 – Den Gyllene Tulpanen
- 1952 – Teodora - en gatflickas karriär
- 1953 – Brottslig kärlek
- 1960 – Het sol
- 1960 – Krigsfångarna
- 1960 – La lunga notte del '43
- 1961 – El Cid
- 1962 – Cleopatra, en drottning för Caesar
- 1966 – Jag, jag, jag och de andra
- 1971 – Arsène Lupin, gentlemannatjuv (TV-serie)